# ISO/IEC 17025
ISO/IEC 17025는 국제표준화기구에 의해 제정된 시험소 또는 교정기관의 능력에 관한 일반 요구사항 (General requirements for the competence of testing and calibration laboratories)의 국제표준규격이다.
ISO/IEC 17025는 ISO 9001:1994를 기초로 하여 시험소/교정기관에 대한 고유의 요구사항을 부가한 규격이며 시험소/교정기관의 능력을 인정기관이 인정할때에 기준으로써 사용된다. 이 규격의 인정을 받은 시험소/교정기관이 발행하는 증명서류에는 인정마크를 기재하는 것이 가능하며 국제적으로 통용하는 증명서로서 신뢰성을 높일수 있게 된다.
ISO/IEC 17025의 관련규격으로서 ISO/IEC 17020 (검사를 실시하는 각종기관의 운영에 관한 일반요구사항), ISO 15189 (임상검사실 - 질과 적합능력에 대한 특정요구사항)등이 있다.

## 같이 보기
- 품질 관리 시스템